# 2012年ロンドンオリンピックの中央アフリカ選手団
2012年ロンドンオリンピックの中央アフリカ選手団（2012ねんロンドンオリンピックのちゅうおうアフリカせんしゅだん）は、2012年7月27日から8月12日までイギリスのロンドンで開催されたロンドンオリンピック中央アフリカ選手団の名簿。

## 選手団
- 人員: 選手 6人
- 開会式旗手: ダビド・ブイ

## 種目別選手・スタッフ名簿及び成績

### 陸上競技
- Berenger Aymard Bosse（男子100m）10秒55 予選敗退
- Elisabeth Mandaba（女子800m）2分12秒56 予選敗退

### 競泳
- クリスティアン・ナシフ（男子50m自由形）28秒04 予選敗退

### テコンドー
- ダビド・ブイ（男子68kg級）敗者復活戦敗退
- Seulki Kang（女子49kg級）第1回戦敗退

### レスリング
- シルビー・アゴウェ（女子フリースタイル63kg級）第2回戦敗退